# Alain Gérard (historien)
Pour les articles homonymes, voir Alain Gérard et Gérard.
Alain Gérard, né le 19 mai 1951 à Paimpol, est un historien français, ingénieur de recherches à l'Université Paris-Sorbonne et ancien directeur du Centre vendéen de recherches historiques,.

## Biographie
L’itinéraire d’Alain Gérard est plutôt atypique : issu d’un milieu bretonnant modeste (père marin puis facteur, mère agricultrice), il s’engage après 1968 « dans l’extrême-gauche stalino-maoïste », ce qui lui vaut de « gâcher toute perspective de carrière ».
C’est le hasard d’une nomination en 1974 au collège public vendéen de Sainte-Hermine, en plein sur la « ligne Siegfried » qui sépare le Bocage insurgé de 1793 de la Plaine restée passive, qui lui suggère son sujet de thèse. Reprenant des études universitaires précocement abandonnées, il soutient en 1987, sous la présidence de François Furet, une thèse intitulée Bocains et Plainauds en Bas-Poitou au XVIIIe siècle, qui décrit « la Vendée d’avant la Vendée, le paysan du Bocage avant le combattant de l’Armée catholique et royale ». Une lecture « expurgée des parasites idéologiques véhiculés par trop de recherches se prétendant historiques », et qui distingue une Plaine hiérarchisée perméable aux influences urbaines, et des communautés bocaines solidaires que va heurter la radicalisation révolutionnaire.
Après Pourquoi la Vendée ?, un premier livre issu de sa thèse, un second ouvrage, La Vendée, 1789-1793, part du fait que les Vendéens ne se soulèvent pas en 1789 pour une hypothétique défense de l’Ancien Régime, mais contre la dérive terroriste de la République, tout particulièrement sa politique religieuse. Il « raconte la Vendée de 1789 à 1793 comme peu d’historiens ont osé : de l’intérieur, du cœur des camps, des armées, des personnages », mettant en évidence « des paradoxes criants », notamment que « la Révolution a affronté, avec une armée d’Ancien Régime, une révolte populaire ».
Dans « Par principe d’humanité… » La Terreur et la Vendée, publié en 1999 et couronné par plusieurs grands prix, il entend démontrer comment les Montagnards transforment une révolte populaire en guerre civile à seule fin d’éliminer les Girondins ; comment ils font décréter la destruction de la Vendée ; comment Turreau entreprend, après la victoire, d’exterminer la population sous les yeux des représentants en mission ; comment Carrier transforme Nantes en laboratoire de « régénération de l’humanité » ; comment enfin le déni précède le crime. Un « livre au titre provocant » et qui pourtant « n’a suscité aucune polémique ».
En 2001, Alain Gérard a soutenu à Paris-IV son habilitation à diriger des recherches. Il est administrateur du Souvenir vendéen, qui depuis 1932 entretient la mémoire du soulèvement populaire.
À l’appui de ses démonstrations, Alain Gérard publie en 2013 : Vendée. Les Archives de l’extermination, conçu sous forme de récits analytiques suivis des textes essentiels. Il y développe également la dissymétrie des attitudes, les insurgés libérant massivement leurs prisonniers en 1793, contrairement aux Républicains qui les exécutaient. Une logique du Vendéen qui « relève non de la mièvre logique d’un pardon de faibles, mais de la force de la grâce d’un don où sa fragilité se mue en force de résistance, mais aussi du pardon qui permet à son histoire de continuer ». Même Marianne, pourtant de tendance de gauche, vante les mérites de son livre : « Il est symptomatique et attristant de constater que ce sont d’authentiques dissidents, respectivement prix Nobel de littérature (Soljenitsyne) et prix Nobel de la paix (Wałęsa), qui viennent sur notre sol honorer la mémoire du « massacre démocratique » et non pas notre République française, qui n’aurait pourtant rien à y perdre, sinon un peu de sa belle innocence. »

## Le Centre vendéen de recherches historiques
L’idée de Centre vendéen de recherches historiques aurait été lancée par Emmanuel Le Roy Ladurie, à l’issue du colloque organisé en 1993, et dont la publication des Actes avait été confiée à Alain Gérard. En 1994, avec le soutien notamment de Jean-Pierre Poussou, Jean-Pierre Bardet, Pierre Rézeau et Olivier Guillot, est créé le Centre vendéen de recherches historiques, dont l’indépendance est assurée par un Conseil scientifique initialement coprésidé par François Furet et Pierre Chaunu. Son Association gestionnaire est présidée par Maurice Quénet, et son financement essentiellement assuré par le Conseil général de la Vendée, occasionnellement par d’autres collectivités territoriales et des entreprises. Jusqu’en 2011, Alain Gérard, entouré d’une petite équipe (Catherine Blanloeil, Fabienne Buffet et Marie-Hélène Brossard), en assume la direction, au sein de l’Université de Paris-IV Sorbonne. Outil de publication au service des chercheurs universitaires ou non professionnels, le CVRH se veut « moins une institution qu’une entreprise (…), un carrefour d’idées, un laboratoire ouvert à tous, dans la recherche exigeante de la vérité ». D’où la création en 1994 de la revue annuelle Recherches vendéennes, de 5 à 700 p., coéditée avec la Société d’émulation de la Vendée et codirigée avec Thierry Heckmann, directeur des Archives départementales de la Vendée. Parmi les chercheurs qui y ont contribué : Roger Albert, Jean Artarit, Christiane Astoul, Othello Astoul, Marie-Noëlle Baudouin-Matuszek, Gilles Bély, Natacha Bonnet, Pierre Chaunu, Yves Chauvin, William Chevillon, François Furet, Alain Gérard, Gaston Godard, Marcel Guintard, Thierry Heckmann, Jean-François Henry, Françoise Hildesheimer, Jacques Hussenet, Roger Joussaume, Maurice de La Pintière, Pierre Legal, Roger Lévêque, Pierre Marambaud, Jacques Marcadé, Bernard Pineau, Georges Pon, Pierre Rézeau, Thérèse Rouchette, Jean Rousseau, Yannis Suire, Jean-Marc Viaud, Marguerite Vrignaud, Raymond Williaume… C’est en s’appuyant sur ce réseau que le CVRH publie chaque année des ouvrages dont plusieurs ont renouvelé l’historiographie vendéenne sur presque toutes les périodes et rencontré un large public, permettant ainsi son autofinancement.
« Depuis 200 ans, écrivait François Furet dans le premier numéro de Recherches vendéennes, la République a laissé la Vendée seule avec son malheur… Il est grand temps de fermer les blessures. » C’est dans cet esprit que tous les 3 ou 4 ans le CVRH organise un colloque international, sur 3 jours, avec 30 à 40 intervenants et jusqu’à 584 auditeurs. Balayant le champ chronologique, ces colloques partent en 1993 du soulèvement vendéen, pour traiter en 1996 de la reconstruction de la région dévastée, en 1999 de la création d’un foyer du catholicisme, et en 2004 d’une industrialisation endogène concomitante avec l’implosion de la « chrétienté paroissiale ». Celui de 2007 traite des rapports alors peu explorés entre la Vendée et la mer. Enfin, Alain Gérard s’est attaché à la publication scientifique de Journaux et de Mémoires souvent inédits.
Depuis 2011, le CVRH a été successivement dirigé par Michel Chamard, par Pierre Legal, et à partir de 2017 par Yannis Suire.

## Prise de position
Alain Gérard prend position contre la thèse du génocide vendéen et déclare en 2013 : « J'emploie les termes de guerre civile, de massacres, d'extermination. Mais j'ai toujours récusé le terme de génocide pour les guerres de Vendée ». Il critique également les différentes propositions de lois déposées à l'Assemblée nationale portant sur la « reconnaissance du génocide vendéen ». Ainsi en 2013, il qualifie le texte déposé par le député Lionnel Luca de « lamentable » et « tissé de contradictions juridiques et de contrevérités historiques ». En 2018, après une nouvelle proposition de loi déposée par les députées Emmanuelle Ménard et Marie-France Lorho, il déclare : « Il est grand temps que notre République, gauche et droite confondues, cesse de laisser à des extrémistes la juste dénonciation des horreurs commises en Vendée en début 1794 ».

## Récompenses
- 1999 : prix Chateaubriand pour « Par principe d’humanité » : la Terreur et la Vendée (Fayard)
- 2000 : prix Guizot de l’Académie française et prix du chanoine Delpeuch de L'Académie des sciences morales et politiques pour « Par principe d’humanité » : la Terreur et la Vendée (Fayard)[16]
- 2002 : prix Madeleine-Laurain-Portemer de l’Institut, pour l’ensemble de l’œuvre[16]
- 2014 : prix Henri-Malherbe pour Vendée. Les archives de l'extermination (éditions du CVRH)[17]
- 2017 : prix littéraire du Cercle de la mer pour Mes aventures, journal inédit de Paul-Émile Pajot (1873-1929), marin-pêcheur et peintre de bateaux (éditions du CVRH)[18]

## Distinctions
- 2005 : Chevalier des Palmes académiques.
- 2008 : Chevalier dans l'Ordre national du Mérite.
- 2012 : Chevalier des Arts et des Lettres.

## Publications

### Principaux ouvrages
- Bocains et Plainauds en Bas-Poitou au XVIIIe siècle, thèse dactyl., Poitiers, 1987, 684 p.
- Pourquoi la Vendée ?, Armand-Colin, 1990, 311 p., préface de François Furet.
- La Vendée, 1789-1793, Champ-Vallon, 1993, 330 p.
- « Par principe d'humanité... » La Terreur et la Vendée, Fayard, 1999, 589 p., préface d'Alain Besançon.
- L'Argent solidaire. Cent ans d'histoire du Crédit Mutuel Océan (en collaboration avec Véronique Tesson), éditions du CVRH, 2000, 341 p.
- Les Vendéens des origines à nos jours, éditions du CVRH, 2001, 496 p., préface de Pierre Chaunu.
- D'une Grande guerre à l'autre : la Vendée, 1793-1914, éditions du CVRH, 2002, 330 p.
- La Guerre de Vendée, éditions du CVRH, 2006, 128 p.
- Vendée: Les Archives de l'extermination, éditions du CVRH, 2013, 683 p.

### Publication de textes
- Essais de Jean Yole: le Malaise paysan, la Population et l'habitation rurale, la Vendée, le Marais de Monts, éditions du CVRH, 1998, 524 p.
- Essais de Jean Yole: Brin d'Aiguail et autres contes, Méditations à la barrière d'un champ, Combats, la Terre et les vivants, éditions du CVRH, 1999, 665 p.
- Les Sables au temps de la grande pêche. Manuscrits de Collinet (1739-1782), éditions du CVRH, 2002, 429 p. (ISBN 978-2911253188)
- Les Sables et la Guerre de Vendée. Manuscrits de Collinet (1788-1804), éditions du CVRH, 2003, 677 p.
- Napoléon et les Vendéens. Journal inédit de Mercier du Rocher (1799-1816), éditions du CVRH, 2004, 442 p. (ISBN 978-2911253201)
- La Vie quotidienne en Vendée avant la Révolution. Journal inédit de Dangirard, le "pape" des protestants de La Rochelle (1781), éditions du CVRH, 2005, 300 p, réédition poche en 2005.
- Mémoires de la marquise de La Rochejaquelein, éditions du CVRH, 2010, 614 p.,  (ISBN 978-2-911253-45-4)
- Journal de Paul-Emile Pajot (1873-1929), marin-pêcheur et peintre de bateaux, éditions du CVRH, 2015, 508 p.  (ISBN 978-2911253690)

### Publication de colloques
- La Vendée dans l'Histoire, tenu à La Roche-sur-Yon du 22 au 24 avril 1993, Perrin, 1994, 479 p.
- Après la Terreur, la reconstruction, tenu à La Roche-sur-Yon du 25 au 27 avril 1996, Perrin, 671 p.
- Christianisme et Vendée. La création au XIXe siècle d'un foyer du catholicisme, tenu à La Roche-sur-Yon du 22 au 24 avril 1999, éditions du CVRH, 2000, 729 p.
- Des curés aux entrepreneurs. La Vendée au XXe siècle, tenu à La Roche-sur-Yon du 24 au 26 avril 2003, éditions du CVRH, 2004, 740 p.
- Les Vendéens et la mer. De la Grande pêche au Vendée Globe, tenu aux Sables-d'Olonne du 20 au 22 septembre 2007, éditions du CVRH, 2008, 743 p.